# Schiffneriolejeunea tumida
Schiffneriolejeunea tumida là một loài Rêu trong họ Lejeuneaceae. Loài này được (Nees) Gradst. miêu tả khoa học đầu tiên năm 1974.